# ウォッシング・マシーン
『ウォッシング・マシーン』（Washing Machine）は、1995年に発売されたソニック・ユースのアルバムである。

## 解説
アルバム発売の少し前に出演したローラパルーザ・ミュージック・フェスティバル95ではヘッドライナーを務めている。
「アンタイトル(ビコーズ・コーダ)」は本来「ビコーズ」の続きであったがアルバムの一曲目が8分を越えるのは望ましくないというDGCの方針で分割され収録された。 

## アート・ワーク
「リトル・トラブル・ガール」のプロモーションビデオはマーク・ロマネックが監督した。キム・ゴードン、元ピクシーズ、現ブリーダーズのキム・ディールと宇宙人が出てくる神秘的な映像である。

## 収録曲
特筆ない限り作曲ソニック・ユース、作詞はヴォーカルが担当。
1. ビコーズ - Becuz  (4:43)
2. ジャンキーズ・プロミス - Junkie's Promise  (4:02)
3. ソーサー・ライク - Saucer-Like  (4:25)
4. ウォッシング・マシーン - Washing Machine (9:33)
5. アンワインド - Unwind  (6:02)
6. リトル・トラブル・ガール - Little Trouble Girl  (4:29)
  - 作詞、ヴォーカルキム・ゴードン。元ブリーダーズ、現ピクシーズのキム・ディールがゲストヴォーカルとして参加している。
7. ノー・クイーン・ブルース - No Queen Blues  (4:35)
8. パンティ・ライズ - Panty Lies  (4:15)
9. アンタイトル(ビコーズ・コーダ) - Untitled(Becuz Coda)  (2:49)
10. スキップ・トレイサー - Skip Tracer  (3:48)
  - 作詞、ヴォーカルリーラナルド。リア・シンガーが作詞に参加。
11. ザ・ダイアモンド・シー - The Diamond Sea  (19:35)